# Camille Abily
Camille Anne Françoise Abily (* 5. prosince 1984) je bývalá francouzská fotbalistka, záložnice a trenérka. Od roku 2024 je asistentkou trenérky Chelsea.
Jako hráčka vyhrála s Montpellierem dva tituly mistra Francie. Po třech sezónách v klubu přestoupila do Lyonu. S Lyonem získala titul mistra Francie třikrát v řadě. Později hrála v USA. V roce 2010 se vrátila do Lyonu a vyhrála Ligu mistrů.
Za francouzkou reprezentaci odehrála 183 zápasů. Debutovala v září 2001. Svůj první gól za seniorskou reprezentaci vstřelila v roce 2007.